# Unison (Virginia)
Unison ist ein gemeindefreies Gebiet im Südwesten von Loudoun County des US-Bundesstaats Virginia. Es umfasst etwa 20 Grundstücke auf einer Fläche von rund 0,28 km² und befindet sich ungefähr acht Kilometer entfernt von Middleburg im Loudoun Valley.
Das damals acht Hektar große Gebiet wurde 1813 gegründet und erhielt 1829 den heute noch gültigen Namen Unison, ursprünglich wurde es Union genannt. Grund für die Namensänderung waren Probleme mit der Postbehörde, die nicht zwei gleichnamige Städte im selben Bundesstaat duldete. Es gab in Virginia bereits vor der Gründung des Gebiets einen Ort namens Union. 
Obwohl es in dem Gebiet bereits im 18. Jahrhundert Siedlungen gab, wurden die meisten Gebäude in Unison erst nach 1802 errichtet. Kurz nach der Gebietsgründung erlebte Unison seine erfolgreichste Zeit: Es diente den umliegenden ländlichen Gebieten als kommerzielles, religiöses und soziales Zentrum. Weil es kilometerweit von Hauptstraßen entfernt lag und Eisenbahnlinien nur sehr begrenzt Wachstum während der zweiten Hälfte des 19. Jahrhunderts brachten, konnte das Gebiet dadurch später erhalten werden. 
In Unison gibt es eine evangelisch-methodistische Kirche, eine ehemalige Schule sowie einen Sattelmacher. Bis 1996 gab es einen Einzelhandel, den Union Store, wo sich heutzutage Büroräume befinden.
Unison ist seit 2003 auf dem National Register of Historic Places eingetragen.

## Persönlichkeiten
- William H. Gill (1886–1976), Generalmajor der United States Army